# Licenza artistica
La licenza artistica (in inglese Artistic License, il nome fa riferimento all'espressione "licenza poetica") è una licenza software utilizzata per certi pacchetti di software libero, tra i più noti, l'implementazione standard di Perl e la maggior parte dei moduli di CPAN, che sono doppiamente licenziati sotto la licenza artistica e la GNU General Public License (GPL). La licenza, scritta da Larry Wall, ha come scopo definire le condizioni sotto le quali un pacchetto software può essere copiato, garantendo al detentore del Copyright un certo controllo sugli sviluppi del pacchetto, mentre all'utente è permesso l'uso e la distribuzione del pacchetto e il diritto di fare alcune ragionevoli modifiche.

## Concetti chiave
La distribuzione delle versioni modificate del pacchetto o dei software all'interno di questo è possibile, in breve, a patto che venga allegata una nota che chiarisca come e quando i singoli file siano stati modificati, in più è obbligatorio che le versioni modificate diventino di pubblico dominio o vengano rinominate e vengano esplicitate chiaramente le differenze rispetto alla versione originale o che vengano utilizzate unicamente all'interno di organizzazioni private. La distribuzione dei programmi del pacchetto in forma eseguibile è possibile, in breve, a patto che venga allegata e indicato dove reperire la versione standard o venga allegata la versione leggibile da computer.
È data facoltà di trarre compenso dalla distribuzione del pacchetto o dal dare supporto all'utilizzo di questo, ma non è possibile trarre profitto dal pacchetto in sé.

## Licenza artistica 1.0
Tra le varie versioni esistenti, la più nota è la Artistic License (Perl) 1.0, che per essere tale deve comprendere la clausola:

## Licenza artistica chiarificata
Se è o no una licenza del software libero è una questione molto discussa. È stata criticata dalla Free Software Foundation per il fatto che è "troppo vaga; alcuni passaggi sono troppo complicati per ciò che vogliono spiegare e il significato non è chiaro".Viene suggerito di non utilizzare questa licenza da sola, ma è raccomandato utilizzare la doppia-licenza AL/GPL, com'è stato fatto per i progetti Perl. In risposta a ciò, Bradley M. Kuhn, che più successivamente ha lavorato per la Free Software Foundation, ha fatto un cambiamento minimo per chiarificare i passaggi ambigui. Questa fu distribuita come "Licenza artistica chiarificata", ed è stata approvata dall'FSF. È utilizzata dagli emulatori SNEeSe e FakeNES, il Paros Proxy e NcFTP.

## Licenza artistica 2.0
In risposta al processo di Request for Comments per migliorare la posizione in quanto a licenziamento di Perl 6, la bozza di Kuhn è stata ampiamente riscritta da Roberta Cairney e Allison Randal per renderla più semplice da leggere e per chiarezza legale, operazione suggerita dalla comunità Perl. Tutto ciò è sfociato nella "Licenza artistica 2.0" che è stata approvata sia come Licenza Libera e Open Source. Le principali differenze rispetto alla versione 1.0, a parte la riformulazione dei concetti, riguardano l'inserimento della possibilità di rilicenziare copie modificate del pacchetto in questione, sotto la licenza artistica o altre licenze compatibili (GPL, MPL, Apache, ecc...) e una protezione da eventuali diatribe in materia di brevetti.
Era stata programmata per l'adozione dall'implementazione standard di Perl quando la versione 6 è stata distribuita, ed è stata utilizzata da Parrot virtual machine fino alla versione 0.4.13.
La OSI raccomanda che tutti gli sviluppatori e i progetti licenzino i loro prodotti con la Artistic License adottando la Artistic License 2.0.